# Масленников, Геннадий Владимирович
Геннадий Владимирович Масленников (1929-2001) — советский строитель, Герой Социалистического Труда (1963).

## Биография
Геннадий Масленников родился 14 июля 1929 года в Москве. В годы Великой Отечественной войны находился в эвакуации, в двенадцатилетнем возрасте был вынужден пойти работать сначала грузчиком, затем конюхом-возчиком. После окончания войны вернулся в родной город, первоначально работал револьверщиком, формовщиком, токарем на Московском тормозном заводе, параллельно с работой учился в школе рабочей молодёжи. В феврале 1948 года по комсомольской путёвке Масленников пошёл работать в бригаду каменщиков. В 1949—1952 годах проходил службу в Советской Армии.
Демобилизовавшись, Масленников работал бригадиром каменщиков треста Мосстроя № 3. Избирался членом ЦК и Президиума ЦК профсоюзов рабочих коммунально-жилищного строительства. Бригада Масленникова стала первой в СССР бригадой, применявшей новую технологию сдачи дома «под ключ», впоследствии широко распространившуюся среди строительных бригад по всему Советскому Союзу. Технология заключалась в задействовании в бригаде около пяти десятков рабочих, которые сдавали построенный ими объект в полном объёме. В 1959 году эта бригада первой в СССР была удостоена звания Бригады коммунистического труда. Когда в Москве был создан Домостроительный комбинат № 1, Масленников стал начальником его монтажного управления. Лично подбирал кадры для этого управления. Ежегодно бригады управления строили по 350 тысяч квадратных метров жилья, добившись сокращения сроков строительства домов в два раза (с 24 до 12 дней на 60-квартирный жилой дом). В управление Масленников приезжали на учёбу не только из СССР, но и из стран зарубежья. Неоднократно сам выезжал за рубеж по обмену опытом.
Указом Президиума Верховного Совета СССР от 21 июня 1963 года за «выдающиеся производственные достижения в жилищном, культурно-бытовом строительстве, производстве строительных материалов и изделий и внедрение новых прогрессивных методов труда» Геннадий Владимирович Масленников был удостоен высокого звания Героя Социалистического Труда с вручением ордена Ленина и медали «Серп и Молот».
С 1968 года работал управляющим трестом «Мосстрой-1», с 1969 года — заместителем начальника управления жилищного строительства № 3 Главмосстроя, с 1973 года — начальником монтажного управления № 4 Главмосстроя, с 1981 года — заместитель по строительству директора издательства «Молодая Гвардия», с 1986 года — начальник Управления ЖКХ Главмосстроя. Позднее продолжал работать на высоких должностях в строительной сфере.
Скончался 27 февраля 2001 года. Похоронен на Троекуровском кладбище  г.Москвы (участок 12).
Лауреат премии Совета Министров СССР 1972 года, Заслуженный строитель РСФСР, Почётный строитель Москвы. Избирался членом ЦРК КПСС, депутатом Верховного Совета СССР 7-го созыва, депутатом Моссовета, делегатом ряда съездов ВЛКСМ и КПСС. Был также награждён рядом медалей.